# Glagwa
Un Glagwa est un bouclier en forme de cloche des peuples Wandala du nord du Cameroun.

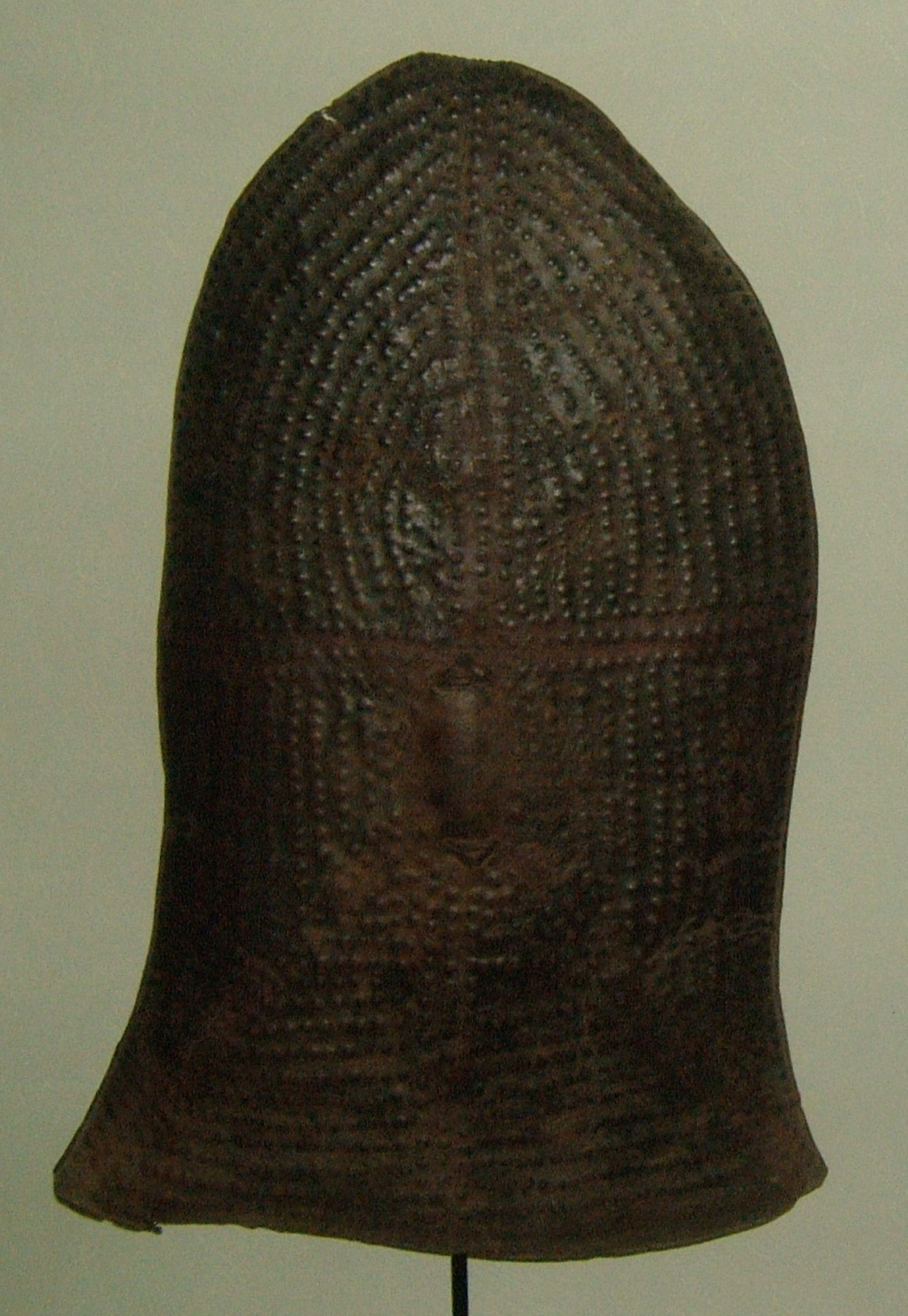
Bouclier Glagwa du Cameroun

## Caractéristiques
Ce type de bouclier était porté avec une armure complète. Il était constitué de cuir repoussé (vache, buffle ou éléphant), parfois de métal martelé. Les tribus Zulgo, Lamang, Guduf, Bana en étaient également pourvues. Son nom changeait selon les tribus (par exemple les Zulgo les nommaient "tlokwo") mais ce sont les Wandala qui ont inventé ce type de bouclier.